# Grande Fratello VIP
Grande Fratello VIP est une déclinaison italienne de l'émission télévisée Celebrity Big Brother.
Les candidats sont des célébrités locales surtout italienne, mais aussi des Tchèques, Irlandais, Argentins, Vénézuéliens, Brésiliens, Éthiopien, Indien, Équatorienne et des Français ont entre autres participé à l'émission ce qui peut être comparé à Promi Big Brother et Celebrity Big Brother (UK).

## Émission

### Présentation
Entre 2016 et 2018 (saison 1, 2, 3) c'est l'actrice et mannequin Ilary Blasi qui anime l'émission: elle est accompagnée du chroniqueur Alfonso Signorini lors des émissions d'éliminations; à partir de la saison 4 (diffusé en janvier 2020) c’est Signorini qui devient l’animateur principal: les chroniqueurs sont "Pupo" (pseudo du chanteur Enzo Ghinazzi) et la showgirl Wanda Nara; lors de la 5e saison (diffusé en septembre 2020) c'est la showgirl Antonella Elia (la finaliste de la 4e saison) qui devient chroniqueuse avec "Pupo" et à la place de Wanda Nara. Pour la 6e saison (diffusé en septembre 2021) les deux chroniqueuses sont Adriana Volpe (ancienne candidate de la 5e saison) et Sonia Bruganelli, qui remplacent, respectivement, Antonella Elia et "Pupo". Pour la 7e saison (diffusé en septembre 2022) les deux chroniqueuses sont Orietta Berti (qui remplace Adriana Volpe) et Sonia Bruganelli.

### Règles
Les règles sont quasiment identique que la version sans célébrité. Le gain pour le vainqueur est de 100 000 €.

### Multiples participations
- Valeria Marini
  - saison 1: jour 1-50; finaliste
  - saison 4: jour 48-71; éliminée
  - saison 6: jour 78-131; éliminée
- Stefano Bettarini
  - saison 1: jour 1-50; finaliste
  - saison 5: jour 54-57; exclu
- Giulia Salemi
  - saison 3: jour 1-71; éliminée
  - saison 5: jour 54-159; éliminée
- Cristiano Malgioglio
  - saison 2: jour 1-78; éliminé
  - saison 5: jour 78-96; éliminé
- Carmen Russo
  - saison 2: jour 36-50; éliminée
  - saison 6: jour 1-124; éliminée
- Maria Monsè
  - saison 3: jour 29-43, éliminée
  - saison 6: jour 71-92; éliminée
- Giacomo Urtis
  - saison 5: 
    - jour 64-82; invité
    - jour 82-113; éliminé

  - saison 6: jour 78-131; éliminé
- Pamela Prati
  - saison 1: jour 1-22; deuxième
  - saison 7: jour 1-53; éliminée
- Luca Onestini
  - saison 2: jour 1-85; deuxième

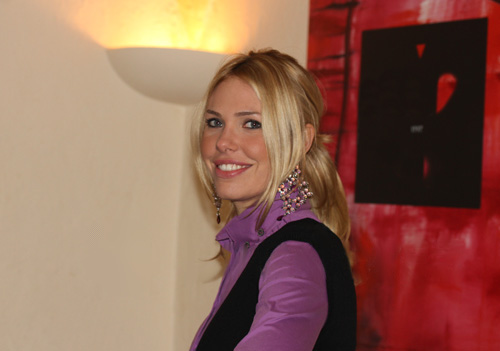
L'actrice Ilary Blasi, présentatrice de Grande Fratello VIP saisons 1 à 3.

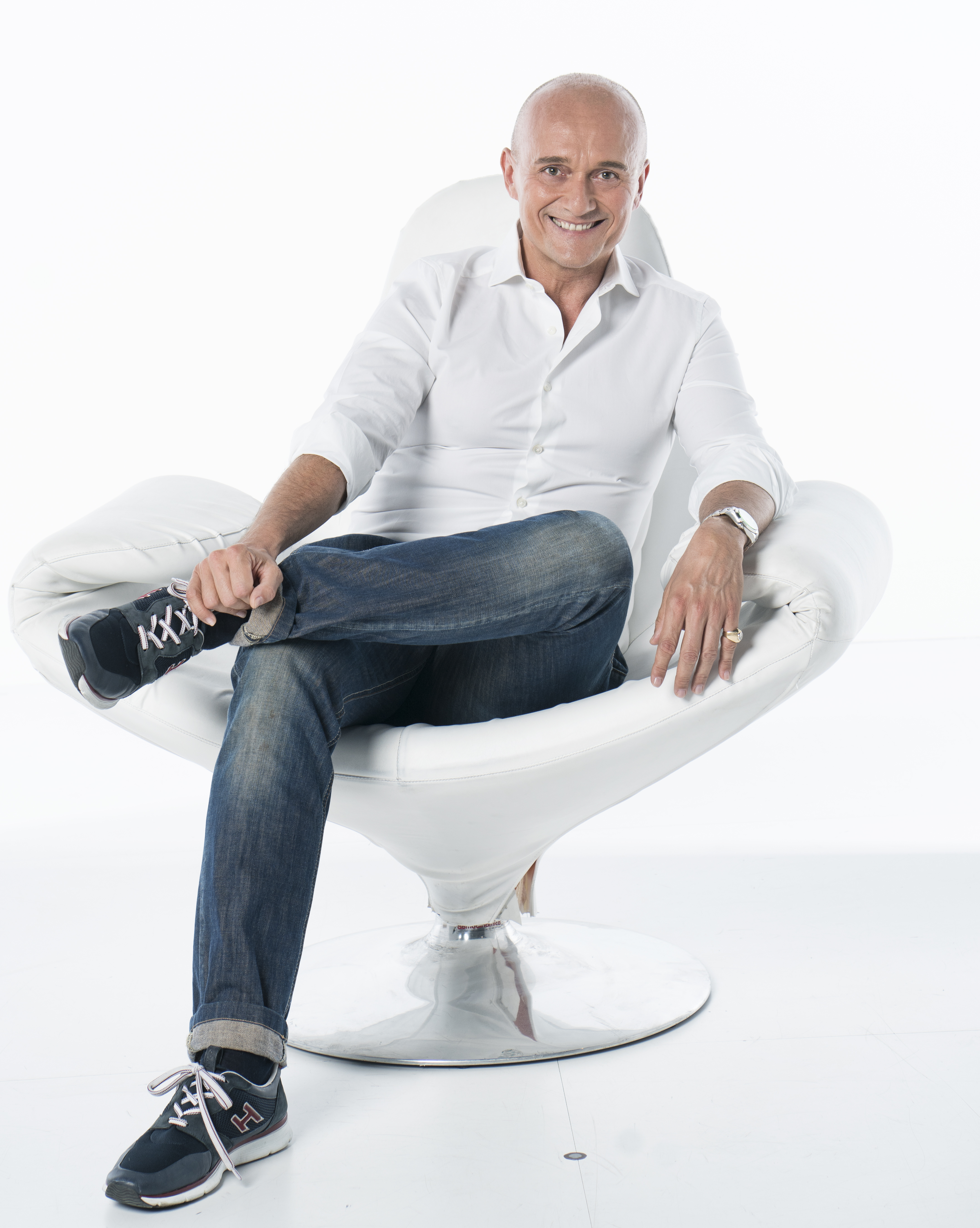
Le journaliste Alfonso Signorini, chroniqueur des saisons 1 à 3, présentateur depuis la saison 4.

  - saison 7: jour 46-; en compétition
- Ivana Mrázová
  - saison 2: jour 1-85; troisième
  - saison 7: jour 141-165; invitée

### Audimat

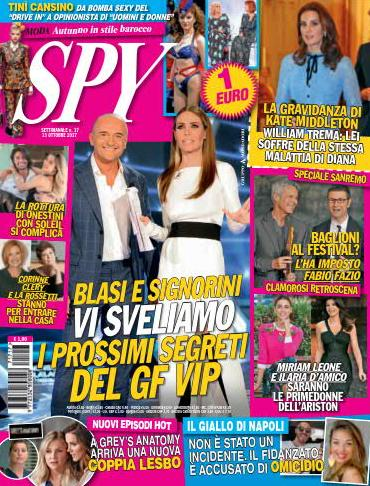
Signorini à gauche et Blasi à droite dans une couverture de magazine.

Cette émission est considérée comme l'un des plus grands succès de Canale 5. Dans le tableau ci-dessous, vous trouverez les notes moyennes des éditions du programme: les données se réfèrent aux épisodes diffusés en prime time sur Canale 5.
| Saison | Années    | Téléspectateurs | Pourcentage |
| ------ | --------- | --------------- | ----------- |
| 1      | 2016      | 4.119.000       | 21,73%      |
| 2      | 2017      | 4.863.000       | 25,65%      |
| 3      | 2018      | 3.411.000       | 20,04%      |
| 4      | 2020      | 3.414.000       | 18,83%      |
| 5      | 2020-2021 | 3.306.000       | 19,04%      |
| 6      | 2021-2022 | 3.090.000       | 20,20%      |
| 7      | 2022-2023 | 2.649.000       | 20,58%      |

## Déroulement des saisons
| Saison | Date de lancement | Date de la finale | Nombre de jours | Nombre de candidats | Vainqueur              | Présentation      | Chroniqueurs                      | Prix      | Audience moyenne | Audience moyenne   |
| Saison | Date de lancement | Date de la finale | Nombre de jours | Nombre de candidats | Vainqueur              | Présentation      | Chroniqueurs                      | Prix      | En millions      | Part d'audimat (%) |
| ------ | ----------------- | ----------------- | --------------- | ------------------- | ---------------------- | ----------------- | --------------------------------- | --------- | ---------------- | ------------------ |
| 1      | 19 septembre 2016 | 7 novembre 2016   | 50              | 14                  | Alessia Macari         | Ilary Blasi       | Alfonso Signorini                 | 100 000 € | 4.119.000        | 21.73%             |
| 2      | 11 septembre 2017 | 4 décembre 2017   | 85              | 20                  | Daniele Bossari        | Ilary Blasi       | Alfonso Signorini                 | 100 000 € | 4.863.000        | 25.65%             |
| 3      | 24 septembre 2018 | 10 décembre 2018  | 78              | 23                  | Walter Nudo            | Ilary Blasi       | Alfonso Signorini                 | 100 000 € | 3.411.000        | 20,03 %            |
| 4      | 8 janvier 2020    | 8 avril 2020      | 92              | 29                  | Paola Di Benedetto     | Alfonso Signorini | Wanda Nara et Pupo                | 100 000 € | 3.414.000        | 18,83%             |
| 5      | 14 septembre 2020 | 1er mars 2021     | 169             | 34                  | Tommaso Zorzi          | Alfonso Signorini | Antonella Elia et Pupo            | 100 000 € | 3.306.000        | 19,04%             |
| 6      | 13 septembre 2021 | 14 mars 2022      | 183             | 38                  | Jessica Hailé Selassié | Alfonso Signorini | Adriana Volpe et Sonia Bruganelli | 100 000 € | 3.090.000        | 20,20%             |
| 7      | 19 septembre 2022 | 3 avril 2023      | 197             | 35                  | Nikita Pelizon         | Alfonso Signorini | Orietta Berti et Sonia Bruganelli | 100 000 € | ..               | , %                |

Légende :
- Vainqueur
- Deuxième place
- Troisième place
- Finaliste(s)
- En compétition
- Éliminé(e)
- Retour
- Abandon
- Exclusion
- Arrivé plus tard
- Invité(e)

### Saison 1 (2016)

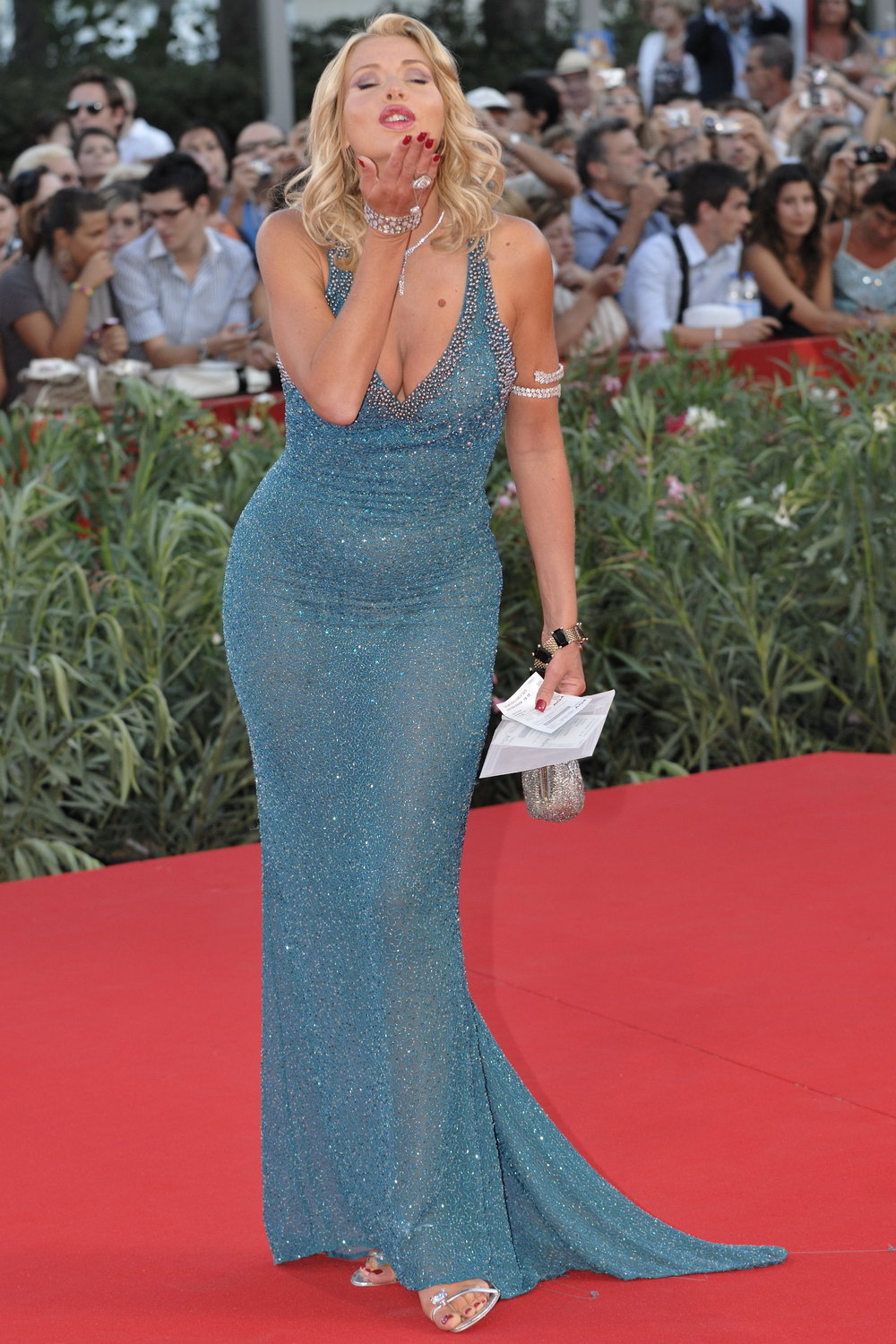
Valeria Marini, finaliste de Grande Fratello VIP 1

L'émission a été diffusée du 19 septembre au 7 novembre 2016.
- Suites aux deux exclusions successives de Clemente et Pamela, Antonella et Asia ne forment plus qu'une candidate. En effet la mère et la fille étaient liées entre elle du lancement de l'émission au 22e jours.
- En 2020, Valeria participera de nouveau à l'émission en tant que candidate.

| Candidat              | Occupation                                    | Entrée | Sortie  | Résultat  |
| --------------------- | --------------------------------------------- | ------ | ------- | --------- |
| Alessia Macari        | Personnalité de télévision irlandaise         | Jour 1 | Jour 50 | Vainqueur |
| Gabriele Rossi        | Danseur et acteur                             | Jour 1 | Jour 50 | Deuxième  |
| Valeria Marini        | Animatrice de télévision, actrice et styliste | Jour 1 | Jour 50 | Troisième |
| Stefano Bettarini     | Footballeur                                   | Jour 1 | Jour 50 | Quatrième |
| Laura Freddi          | Animatrice de télévision et actrice           | Jour 1 | Jour 50 | Cinquième |
| Andrea Damante        | Disc Jockey                                   | Jour 1 | Jour 43 | Éliminé   |
| Elenoire Casalegno    | Actrice et ancienne mannequin                 | Jour 1 | Jour 43 | Éliminée  |
| Mariana Rodríguez     | Mannequin                                     | Jour 1 | Jour 43 | Éliminée  |
| Bosco Cobos           | Acteur et styliste                            | Jour 1 | Jour 36 | Éliminé   |
| Antonella Mosetti     | Présentatrice de télévision                   | Jour 1 | Jour 36 | Éliminée  |
| Asia Nuccetelli       | Fille d'Antonella Mosetti                     | Jour 1 | Jour 29 | Éliminée  |
| Pamela Prati          | Présentatrice de télévision et actrice        | Jour 1 | Jour 22 | Exclue    |
| Clemente Russo        | Boxeur                                        | Jour 1 | Jour 15 | Exclu     |
| Costantino Vitagliano | Acteur                                        | Jour 1 | Jour 8  | Éliminé   |

- Valeria a participé en 2012 à la 9e saison L'isola dei famosi, et en 2015 à la 3e saison de Notti sul ghiaccio, la version italienne de Skating with the Stars. En 2018 elle participe à la 1re saison de Temptation Island VIP.
- Pamela a participé en 2008 à L'isola dei famosi.
- Andrea est le petit ami de Giulia de la saison 2.
- Mariana en 2022[2],[3] participe à la 17e saison de Supervivientes[4],[5], la version espagnole de L'isola dei famosi[6],[7].

### Saison 2 (2017)

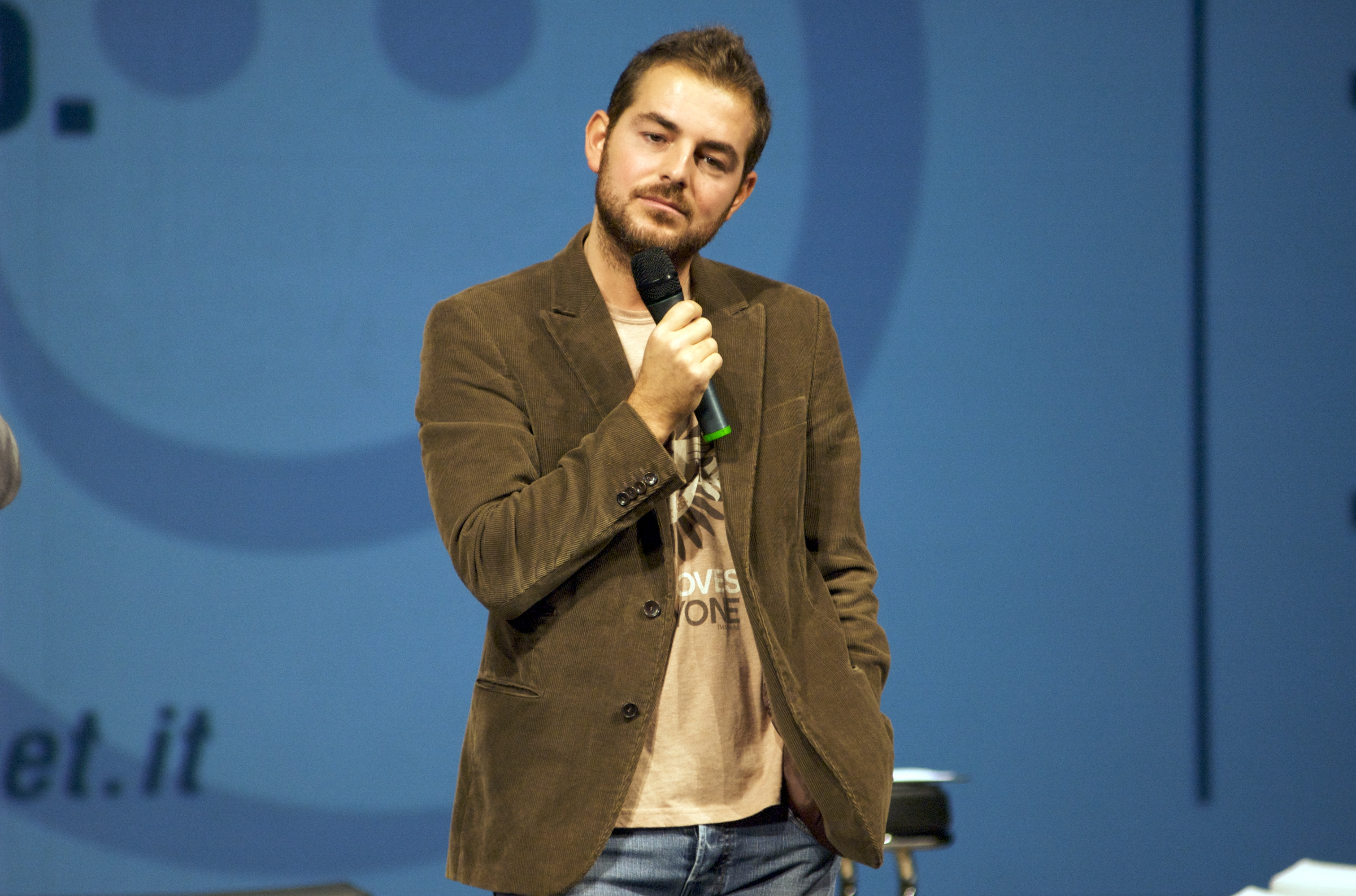
Daniele Bossari, vainqueur de Grande Fratello VIP 2

L'émission a été diffusé du 11 septembre au 4 décembre 2017, soit durant 12 semaines.
- Cecilia et Jeremías, la sœur et le frère de Belén Rodríguez, forment un duo durant les 22 premiers jours. À partir du 22e jour, ils ne sont plus liés.
- Corinne et Serena ont été mariées chacune avec Giuseppe Ercole.
- Le 36e, en plus de l'exclusion de Gianluca, et des arrivées de Carmen R, Raffaello et Corinne, Lorenzo est éliminé. Arrivé sur le plateau de l'émission, il apprend qu'il a le droit a une deuxième chance, et réintègre la maison.
- Le 64e jour, le public décide de qualifier, pour la finale du 86e jour, Giulia.
- Le 71e jour, le public décide de qualifier pour la finale, Aída et Daniele. Tous d’eux sont éliminés aux yeux des autres candidats. Ils refont leurs entrées dans la maison une semaine plus tard.
- Le 78e jour, après l’élimination d’Ignazio, Ivana est qualifiée pour la finale, et Lorenzo et Cristiano sont éliminés.
- Durant l’aventure, Cecilia et Ignazio ont entretenus une relation amoureuse, et l'ont poursuivie en dehors.
- Les finalistes Luca et Ivana se sont mis en couple après la fin de l'aventure.

| Candidat             | Occupation                                                 | Entrée  | Sortie  | Résultat  |
| -------------------- | ---------------------------------------------------------- | ------- | ------- | --------- |
| Daniele Bossari      | Présentateur de télévision et de radio                     | Jour 1  | Jour 85 | Vainqueur |
| Luca Onestini        | Mannequin et vedette de télévision                         | Jour 1  | Jour 85 | Deuxième  |
| Ivana Mrázová        | Mannequin tchèque                                          | Jour 1  | Jour 85 | Troisième |
| Giulia De Lellis     | Blogueuse et vedette de télévision                         | Jour 1  | Jour 85 | Quatrième |
| Aída Yéspica         | Personnalité de télévision et mannequin vénézuélienne      | Jour 1  | Jour 85 | Cinquième |
| Raffaello Tonon      | Personnalité de télévision                                 | Jour 36 | Jour 85 | Éliminé   |
| Cristiano Malgioglio | Compositeur, chanteur et personnalité de télévision        | Jour 1  | Jour 78 | Éliminé   |
| Lorenzo Flaherty     | Acteur dont Les Spécialistes : Investigation scientifique  | Jour 36 | Jour 78 | Éliminé   |
| Lorenzo Flaherty     | Acteur dont Les Spécialistes : Investigation scientifique  | Jour 1  | Jour 36 | Éliminé   |
| Ignazio Moser        | Cycliste, fils de Francesco Moser                          | Jour 1  | Jour 78 | Éliminé   |
| Cecilia Rodríguez    | Petite sœur de Belén Rodríguez                             | Jour 1  | Jour 71 | Éliminée  |
| Jeremías Rodríguez   | Petit frère de Belén Rodríguez                             | Jour 1  | Jour 64 | Éliminée  |
| Corinne Cléry        | Actrice française ayant été James Bond girl dans Moonraker | Jour 36 | Jour 57 | Éliminée  |
| Carmen Russo         | Danseuse, chanteuse et actrice                             | Jour 36 | Jour 50 | Éliminée  |
| Veronica Angeloni    | Joueuse de volley-ball                                     | Jour 1  | Jour 43 | Éliminée  |
| Gianluca Impastato   | Humoriste                                                  | Jour 1  | Jour 36 | Exclu     |
| Simona Izzo          | Réalisatrice et scénariste                                 | Jour 1  | Jour 29 | Éliminée  |
| Carmen Di Pietro     | Animatrice de télévision                                   | Jour 1  | Jour 22 | Éliminée  |
| Marco Predolin       | Présentateur de télévision                                 | Jour 1  | Jour 22 | Exclu     |
| Serena Grandi        | Actrice                                                    | Jour 1  | Jour 15 | Éliminée  |
| Carla Cruz           | Mannequin équatorienne                                     | Jour 1  | Jour 8  | Éliminée  |

- Aída et Carmen R ont participé ensemble à Supervivientes: Perdidos en el Caribe en 2006. Marlène Mourreau était également candidate.
- Corinne a participé en 2009 à Ballando con le stelle 5, et en 2013 à Pechino Express 2. Elle a été la troisième James Bond girl française dans Moonraker au côté des français Jean-Pierre Castaldi, Georges Beller et Michael Lonsdale.
- Carmen R a participé en 2003 à L'isola dei famosi 1, et en 2012 une deuxième fois lors de la saison 9 du programme (comme Valeria de la saison 1), au côté d'Aída et Cristiano.
- Cecilia a participé en 2015 à L'isola dei famosi 10.
- Lorenzo a participé en 2013 à Ballando con le stelle 9.
- Raffaello a remporté la saison 2 de La fattoria en 2005.
- Giulia est la petite amie d'Andrea de la saison 1.

### Saison 3 (2018)

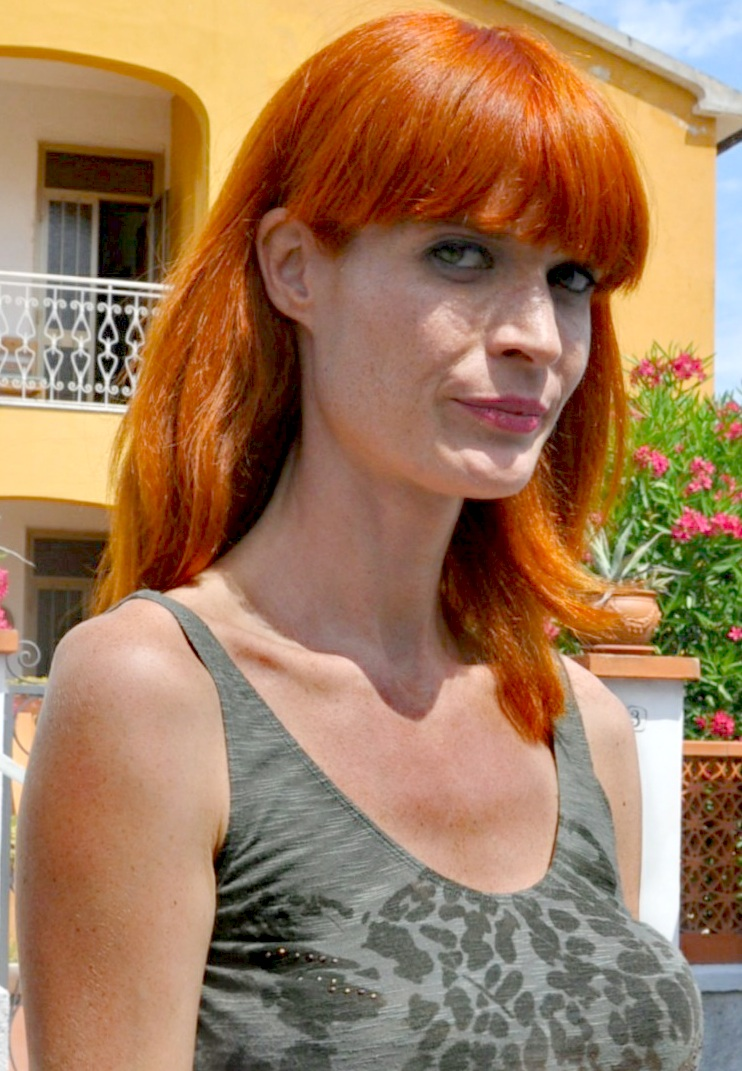
Jane Alexander, candidate de Grande Fratello VIP 3

L'émission est diffusée à partir du 24 septembre 2018, pour se finir le 10 décembre 2018.
- Maurizio Battista, Walter Nudo et Le Donatella entament la compétition 21 heures avant la diffusion du premier épisode dans la zone de la maison renommée Caverna.
- Le 22e jour, Cristiano, candidat de la saison 2, fait son entrée dans la maison en tant qu'invité. Tout comme Patrizia De Blanck.
- Le 29e jour, trois nouvelles célébrités entrent en compétition (Alessandro, Ela et Maria). Après l'élimination d'Eleonora, une deuxième (fausse) élimination à lieu, et c'est Lory qui quitte la maison. Elle intègre donc une pièce secrète.
- Le 57e jour, le groupe de musique Ricchi e Poveri vient chanter. Également, Giulia Provvedi et Silvia Provvedi ne forment plus qu'une candidate: elles continuent la compétition séparément.

| Candidat                    | Occupation                                                      | Entrée  | Sortie  | Résultat  |
| --------------------------- | --------------------------------------------------------------- | ------- | ------- | --------- |
| Walter Nudo                 | Acteur et mannequin                                             | Jour 0  | Jour 78 | Vainqueur |
| Andrea Mainardi             | Cuisinier                                                       | Jour 1  | Jour 78 | Deuxième  |
| Silvia Provvedi             | Membre du groupe Le Donatella                                   | Jour 0  | Jour 78 | Troisième |
| Stefano Sala                | Mannequin                                                       | Jour 1  | Jour 78 | Quatrième |
| Francesco Monte             | Vedette de télévision                                           | Jour 1  | Jour 78 | Cinquième |
| Benedetta Mazza             | Animatrice de télévision                                        | Jour 1  | Jour 78 | Éliminé   |
| Giulia Salemi               | Mannequin                                                       | Jour 1  | Jour 71 | Éliminée  |
| Lory Del Santo              | Actrice et animatrice de télévision, et ex femme d'Eric Clapton | Jour 8  | Jour 71 | Éliminée  |
| Giulia Provvedi             | Membre du groupe Le Donatella                                   | Jour 0  | Jour 64 | Éliminée  |
| Martina Hamdy               | Présentatrice météo                                             | Jour 1  | Jour 64 | Éliminée  |
| Jane Alexander              | Actrice italo-anglaise                                          | Jour 1  | Jour 60 | Éliminée  |
| Ivan Cattaneo               | Artiste et chanteur                                             | Jour 1  | Jour 57 | Éliminé   |
| Ela Weber                   | Actrice et mannequin d'origine allemande                        | Jour 29 | Jour 50 | Éliminée  |
| Alessandro Cecchi Paone     | Journaliste, animateur de la télévision et homme politique      | Jour 29 | Jour 50 | Éliminé   |
| Fabio Basile                | Champion Olympique de judo                                      | Jour 1  | Jour 46 | Éliminé   |
| Maria Monsè                 | Animatrice de télévision et actrice                             | Jour 29 | Jour 43 | Éliminée  |
| Elia Fongaro                | Mannequin                                                       | Jour 1  | Jour 36 | Éliminé   |
| Daniela del Secco d'Aragona | Journaliste et personnalité de télévision                       | Jour 1  | Jour 32 | Éliminée  |
| Eleonora Giorgi             | Actrice                                                         | Jour 1  | Jour 29 | Éliminée  |
| Enrico Silvestrin           | Acteur, animateur de télévision et chanteur                     | Jour 1  | Jour 22 | Éliminé   |
| Maurizio Battista           | Acteur comique                                                  | Jour 0  | Jour 20 | Abandon   |
| Valerio Merola              | Animateur de télévision                                         | Jour 1  | Jour 15 | Éliminé   |
| Lisa Fusco                  | Chanteuse, animatrice de télévision et actrice                  | Jour 1  | Jour 8  | Éliminée  |

- Eleonora a participé à Ballando con le stelle en 2018.
- Francesco a participé à L'isola dei famosi en 2018. Il est également l'ancien compagnon de Cecilia de la saison 2.
- Fabio Basile a été finaliste de Ballando con le stelle en 2017.
- Le groupe «Le Donatella» est formé par Giulia et Silvia Provvedi. Elles ont remporté en 2015 L'isola dei famosi 10 (ou a fini finaliste Cecilia de la saison 2), et sont arrivées en finale en 2018 de Dance Dance Dance 2.
- Walter a remporté la première saison de L'isola dei famosi en 2003. Carmen R de la saison 2 était aussi candidate.
- Lory a remporté L'isola dei famosi en 2005.
- Ela a participé à L'isola dei famosi en 2006.

### Saison 4 (2020)

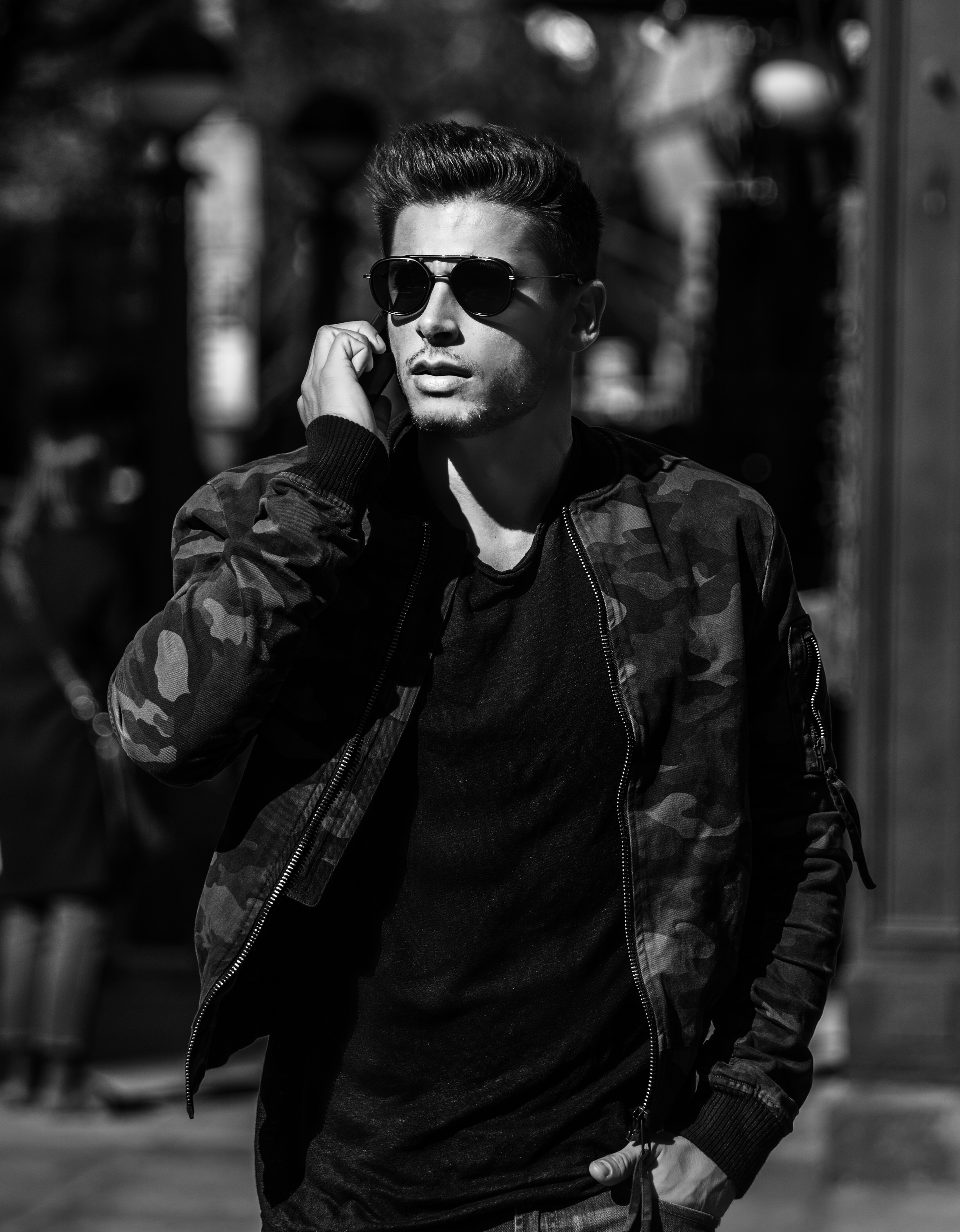
Andrea Denver, candidat de Grande Fratello VIP 4

L'émission est diffusée du 8 janvier 2020 au 8 avril 2020.
Avec 92 jours, c'est la plus longue édition du format Grande Fratello VIP. C'est aussi l'édition VIP avec le plus de concurrents, 29 en tout.
- L'émission s'ouvre avec la musique You Spin Me Round (Like a Record) du groupe Dead or Alive, interprété par Pete Burns, candidat en 2006 de Celebrity Big Brother 4, la version anglaise.
- Quatre anciens participants de la version normale ont la chance de revenir de tenter de gagner l’aventure. Il s’agit de Pasquale Laricchia, Patrick Ray Pugliese, Salvo Veneziano et Sergio Volpini.
- Le soir du lacement, un télé vote est ouvert dans lequel est demandé si Serena Enardu peut entrer dans la maison pour clarifier la situation avec Pago, son ancien compagnon, après leur participation à Temptation Island VIP 2, en 2019. Elle sera invitée lors des trois premiers jours. Le public décide qu'elle ne sera pas là 24e candidate.
- À la fin de la première émission, les 5 hommes de la maison sont nommés. Fabio reçoit le plus de votes et est éliminé. En réalité il intègre la pièce secrète ou sont déjà installés les 4 anciens candidats de Grande Fratello.
- Le 6e jour Salvo Veneziano, à la suite de commentaires offensants contre certains des concurrents de la maison, a été officiellement expulsé et, par conséquent, il doit immédiatement quitter la maison. L'élimination de la semaine est annulée.
- Vittorio Cecchi Gori, l'ancien mari de Rita et père de ces enfants est invité sur le plateau le 17 janvier 2020 (jour 10).
- Valeria Marini, la finaliste de la saison 1, entre dans la maison le 20 janvier 2020 (jour 13). Elle va se confronter face à Rita, concernant Vittorio Cecchi Gori, l'ancien mari de Rita et son ancien compagnon. Cela rappel la confrontation entre Serena G. et Corinne lors de la 2e saison.
- Le 27 janvier 2020, soit le 20e jours, Valeria Marini entre dans la maison en tant qu'invitée. Viendront ensuite les mannequins et influenceurs Gianluca Irpino, Jacopo Poponcini et Matteo Alessandroni. Marini quitte la maison le jour suivant, les trois hommes le 24e.
- Le soir du prim du 24e jour une nouvelle candidate entre dans la maison, il s'agit de Serena Enardu. Elle devient donc la 24e candidate de cette saison 4. De plus Rita est éliminée.
- Le 27e jour Carlotta décide de quitter l'aventure Grande Fratello VIP d'elle-même. C'est seulement la deuxième fois en quatre saisons qu'une célébrité abandonnent. La première étant Maurizio Battista lors de la saison 3.
- Une semaine plus tard, le 34e jour, Barbara, décide d'abandonner également l'aventure.
- Le 41e jour, trois nouvelles célébrités, Teresanna, Sara et Asia entrent dans la maison en tant que candidates. Avec un total de 27 candidats, cette saison 4 est donc la saison avec le plus de candidat.
- Le 48e jour, deux nouvelles célébrités entrent dans la maison en compétition: Valeria Marini et Sossio Aruta. Valeria est la première célébrité à participer une deuxième fois à l'aventure en tant que candidate. Le nombre de candidat est donc de 29 célébrités au total. Le même soir Clizia Incorvaia est exclue, et Andrea Montovoli décide d'abandonner.
- En raison de la Pandémie de COVID-19, aucun invité ne pourra accéder à la maison à partir du dimanche 8 mars. Dès le seizième épisode, le programme respecte les procédures gouvernementales imposées et est diffusé sans public en studio; Alfonso Signorini mène d'ailleurs de Cologno Monzese à l'étude de CR4 - La Repubblica delle Donne, émission de Piero Chiambretti qui ne diffuse pas pendant cette période précisément à cause de cette urgence, en compagnie de Pupo, puisque Wanda Nara vit à Paris et ne peut donc pas venir en Italie en raison de l'interdiction de transit à destination et en provenance de l'Italie. De plus, le public du studio n'est pas présent à partir de cet épisode; les concurrents éliminés ne sont pas présents non plus (mais ceux qui vivent à Rome, comme Rita Rusić et Michele Cucuzza, sont en direct du studio Cinecittà).
- Le 71e jour, après l'élimination de Fabio, une deuxième élimination spéciale a lieu: entre Sossio, Licia, Teresanna et Valeria, l'un ira en finale, et un autre sera éliminé. Sossio est le premier finaliste choisi, et Valeria doit quitter la maison.
- Adriana décide d'abandonner et quitter la maison volontairement le 72e jour.
- Le 8 avril 2020, le soir de la finale, l'ensemble des éliminés étaient en direct de chez eux grâce à des webcam. De plus, l'audience a été la meilleure de la saison, avec plus de 4,5 millions de téléspectateurs[8], pour découvrir la victoire de Paola Di Benedetto.

| Candidat                  | Occupation                                                                       | Entrée jour | Sortie jour | Résultat  |
| ------------------------- | -------------------------------------------------------------------------------- | ----------- | ----------- | --------- |
| Paola Di Benedetto        | Influenceuse                                                                     | 1           | 92          | Finaliste |
| Paolo Ciavarro            | Fils d'Eleonora Giorgi                                                           | 1           | 92          | Deuxième  |
| Patrick Ray Pugliese      | Ancien candidat de Grande Fratello 4 et 12                                       | 1           | 92          | Troisième |
| Sossio Aruta              | Personnalité de télévision et ancien footballeur                                 | 48          | 92          | Quatrième |
| Aristide Malnati          | Archéologue et papyrologue                                                       | 3           | 92          | Cinquième |
| Antonella Elia            | Actrice et personnalité de télévision                                            | 1           | 92          | Sixième   |
| Andrea Denver             | Mannequin et influencer                                                          | 1           | 92          | Éliminé   |
| Teresanna Pugliese        | Vedette de télévision                                                            | 41          | 85          | Éliminée  |
| Licia Nunez               | Actrice                                                                          | 1           | 85          | Éliminée  |
| Antonio Zequila           | Acteur                                                                           | 3           | 85          | Éliminé   |
| Sara Soldati              | Mannequin                                                                        | 41          | 78          | Éliminée  |
| Fernanda Lessa            | Mannequin brésilienne                                                            | 3           | 78          | Éliminée  |
| Adriana Volpe             | Présentatrice de télévision, mannequin et actrice                                | 1           | 72          | Abandon   |
| Valeria Marini            | Personnalité de télévision et finaliste de la saison 1                           | 48          | 71          | Éliminée  |
| Fabio Testi               | Acteur                                                                           | 1           | 71          | Éliminé   |
| Asia Valente              | Blogueuse                                                                        | 41          | 64          | Éliminée  |
| Andrea Montovoli          | Acteur                                                                           | 3           | 48          | Abandon   |
| Clizia Incorvaia          | Mannequin et personnalité de télévision                                          | 1           | 48          | Exclu     |
| Pacifico "Pago" Settembre | Chanteur et personnalité de télévision                                           | 1           | 45          | Éliminé   |
| Serena Enardu             | Personnalité de télévision                                                       | 24          | 41          | Éliminée  |
| Barbara Alberti           | Écrivaine                                                                        | 3           | 34          | Abandon   |
| Michele Cucuzza           | Journaliste                                                                      | 1           | 34          | Éliminé   |
| Carlotta Maggiorana       | Miss Italie 2018, actrice et mannequin                                           | 3           | 27          | Abandon   |
| Rita Rusić                | Actrice, chanteuse, productrice italo-croate et ex-femme de Vittorio Cecchi Gori | 1           | 24          | Éliminée  |
| Iván González             | Vedette de télévision espagnol                                                   | 3           | 17          | Éliminé   |
| Pasquale Laricchia        | Ancien candidat de Grande Fratello 3                                             | 1           | 13          | Éliminé   |
| Sergio Volpini            | Ancien candidat de Grande Fratello 1                                             | 1           | 10          | Éliminé   |
| Elisa De Panicis          | Mannequin et influenceuse                                                        | 3           | 10          | Éliminée  |
| Salvo Veneziano           | Ancien candidat de Grande Fratello 1                                             | 1           | 6           | Exclu     |

- Rita a été juge durant la 6e saison de Ballando con le stelle, en 2010.
- Andrea D. a participé en 2019 à la 2e saison de The Circle, émission animée par Emma Willis, l’animatrice de Celebrity Big Brother (UK) de 2013 à 2018.
- Pago participe à la 2e saison de Temptation Island VIP en 2019. Lors de la saison 1, Valeria Marini de la première saison de Grande Fratello VIP y a également participé.
- Antonella a participé à la 2e saison de L'isola dei famosi, avec notamment Aída de la saison 2, et a remporté la 9e saison de L'isola dei famosi en 2012, au côté notamment d'Aída, Carmen R et Cristiano de la saison 2.
- Paola a participé à la 13e saison de L'isola dei famosi en 2018.
- La mère de Paolo, Eleonora, a participé en 2018 à deux émissions : la 3e saison de Grande Fratello VIP, et la 13e saison de Ballando con le stelle.
- Licia a joué en 2005 dans Les Spécialistes : Investigation scientifique, comme Lorenzo de la saison 2. En 2009, elle est candidate de la saison 5 de Ballando con le stelle, comme Corinne de la saison 2.
- Fernanda a participé en 2006 à L'isola dei famosi, comme Ela de la saison 3, et Belén Rodríguez, la sœur de Cecilia et Jeremías de la saison 2.
- Fabio a participé en 2003 à L'isola dei famosi, comme Carmen R de la saison 2, et de Walter de la saison 3.
- Andrea M. a participé en 2005 à Ballando con le stelle aux côtés de Licia de cette saison et de Corinne de la saison 2, en 2015 à L'isola dei famosi, aux côtés de Cecilia de la saison 2 et Silvia et Giulia Provvedi de la saison 3, et en 2018 à Pechino Express aux côtés notamment d'Adriana de cette saison.
- Pasquale a été en compétition durant le 1er et le 78e jour lors de la saison 3 de Grande Fratello.
- Patrick a été durant la saison 4 de Grande Fratello en compétition entre le 1er et le 106e jour, et a terminé finaliste. Lors de la saison 12, il est en compétition durant le 112e et 161e jour, et termine finaliste également.
- Salvo a été en compétition entre le 1er et le 99e jour lors de la saison 1 de Grande Fratello, et a terminé finaliste.
- Sergio a été en compétition entre le 1er et le 57e jour lors de la saison 1 de Grande Fratello. Il retrouve donc Salvo de sa saison.
- Iván a participé en 2017 à la 12e saison de Supervivientes, la version espagnole de L'isola dei famosi.
- Valeria a participé en 2012 à la 9e saison de L'isola dei famosi. En 2015, elle a participé à la 3e saison de Notti sul ghiaccio. En 2016, elle participe à la première saison de Grande Fratello VIP. En 2019 elle participe à la 1re saison de Temptation Island VIP.
- Sossio a participé en 2019 à la 2e édition de Temptation Island VIP.

### Saison 5 (2020-2021)

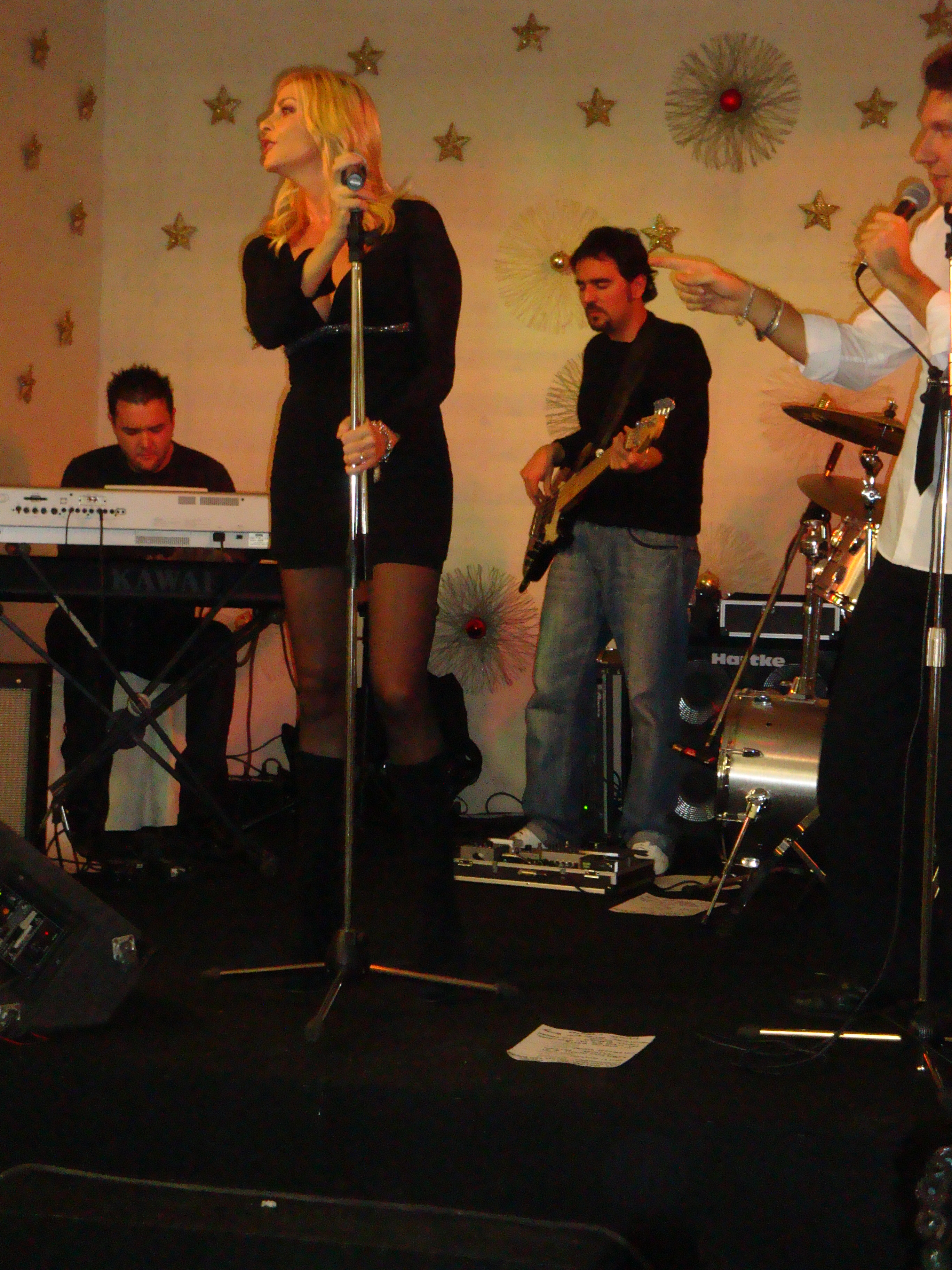
Stefania Orlando, finaliste de Grande Fratello VIP 5

L'émission est diffusée à partir du 14 septembre 2020. Elle débute le même soir que le lancement de la 29e saison de Dancing with the Stars aux États-Unis. La finale a lieu le 1er mars 2021. C'est donc la première saison de Grande Fratello VIP qui débute une année, et qui se termine dans la suivante.
Cette saison se déroule toujours durant la pandémie de Covid-19.
- Le 19e jour, après l'exclusion de Denis, le duo mère/fille, Maria Teresa Ruta et Guenda Goria, participe désormais chacune pour elle.
- Lors de la 7e semaine, il est annoncé que quatre nouveaux candidats entreront prochainement, dont deux anciens participants. Parmi eux Paolo Brosio, qui devait initialement entrer la première semaine, mais en raison de son infection au COVID-19, a dû reporter sa participation.
- Le lundi 23 novembre 2020, il est annoncé aux concurrents que l'émission est rallongé de deux mois, pour se terminer le 8 février 2021. C'est la raison pour laquelle 10 nouveaux candidats entreront en décembre[9]. Le 27 novembre il est décidé que ce sera finalement le 15 février 2021 que se terminera l'aventure, soit 23 semaines de compétition (155 jours). Finalement ce sera le 26 février 2021, soit 166 jours d'aventure.
- Le lundi 25 janvier 2021 est annoncé que le 138e jour entrera la dernière candidate de la saison 5 de Grande Fratello VIP: la journaliste et chroniqueuse de télévision Alda D'Eusanio. Ce qui en fait la 34e candidate de la saison 5. Saison avec le plus de célébrités en compétition. Le même soir est annoncé que le public a voté pour que ce soit Dayane Mello qui soit la première qualifiée pour la finale du 1er mars 2021, soit le 169e jour.
- Le lundi 22 février 2021, après l'élimination d'Andrea Zenga, il ne reste donc plus que deux candidates à être entrées après le lancement: Stefania entrée le 5e jour, et Samantha entrée le 89e.

| Candidat             | Occupation                                                    | Entrée jour | Sortie jour | Résultat  |
| -------------------- | ------------------------------------------------------------- | ----------- | ----------- | --------- |
| Tommaso Zorzi        | Vedette de télévision et influencer                           | 1           | 169         | Vainqueur |
| Pierpaolo Petrelli   | Vedette de télévision                                         | 1           | 169         | Deuxième  |
| Stefania Orlando     | Actrice et chanteuse                                          | 5           | 169         | Troisième |
| Dayane Mello         | Mannequin brésilienne                                         | 1           | 169         | Quatrième |
| Andrea Zelletta      | Vedette de télévision                                         | 1           | 169         | Cinquième |
| Samantha de Grenet   | Animatrice de télévision et ancienne mannequin                | 89          | 166         | Éliminée  |
| Rosalinda Cannavò    | Actrice sous le pseudonyme "Adua Del Vesco"                   | 1           | 166         | Éliminée  |
| Andrea Zenga         | Personnalité médiatique et fils de Walter Zenga               | 96          | 162         | Éliminé   |
| Giulia Salemi        | Candidate de la saison 3                                      | 54          | 159         | Éliminée  |
| Maria Teresa Ruta    | Actrice et mère de Guenda Goria                               | 5           | 152         | Éliminée  |
| Alda D'Eusanio       | Journaliste et chroniqueuse de télévision                     | 138         | 146         | Exclue    |
| Carlotta Dell'Isola  | Vedette de télévision                                         | 96          | 141         | Éliminée  |
| Cecilia Capriotti    | Vedette de télévision, actrice et ancienne mannequin          | 96          | 127         | Éliminée  |
| Mario Ermito         | Mannequin et acteur                                           | 96          | 120         | Éliminé   |
| Giacomo Urtis        | Chirurgien plastique, chanteur et personnalité de télévision  | 82          | 113         | Éliminé   |
| Giacomo Urtis        | Chirurgien plastique, chanteur et personnalité de télévision  | 64          | 82          | Invité    |
| Sonia Lorenzini      | Mannequin et influenceuse                                     | 89          | 106         | Éliminée  |
| Cristiano Malgioglio | Candidat de la saison 2                                       | 78          | 96          | Éliminé   |
| Filippo Nardi        | DJ et animateur de télévision anglo-italien                   | 89          | 96          | Exclu     |
| Selvaggia Roma       | Personnalité de télévision et influenceuse                    | 61          | 89          | Éliminée  |
| Elisabetta Gregoraci | Mannequin et ex femme de Flavio Briatore                      | 5           | 85          | Abandon   |
| Francesco Oppini     | Commentateur sportif et fils d'Alba Parietti et Franco Oppini | 5           | 82          | Abandon   |
| Enock Barwuah        | Footballeur et frère de Mario Balotelli                       | 1           | 78          | Éliminé   |
| Patrizia De Blanck   | Comtesse et personnalité de télévision                        | 1           | 71          | Éliminée  |
| Massimiliano Morra   | Acteur et ancien mannequin                                    | 1           | 64          | Éliminé   |
| Paolo Brosio         | Journaliste, écrivain et animateur de télévision              | 47          | 57          | Éliminé   |
| Stefano Bettarini    | Finaliste de la saison 1                                      | 54          | 57          | Exclu     |
| Guenda Goria         | Fille de Maria Teresa Ruta et Amedeo Goria                    | 5           | 47          | Éliminée  |
| Matilde Brandi       | Danseuse                                                      | 1           | 36          | Éliminée  |
| Myriam Catania       | Actrice                                                       | 5           | 29          | Éliminée  |
| Franceska Pepe       | Influenceuse et mannequin                                     | 5           | 22          | Éliminée  |
| Denis Dosio          | Influencer                                                    | 5           | 19          | Exclu     |
| Fulvio Abbate        | Écrivain                                                      | 5           | 15          | Éliminé   |
| Fausto Leali         | Chanteur                                                      | 1           | 8           | Exclu     |
| Flavia Vento         | Mannequin, actrice et présentatrice                           | 1           | 3           | Abandon   |

- Francesco a participé en 2004 à la première saison de La Fattoria, la version italienne de La Ferme Célébrités.
- Dayane a participé à A Fazenda 13.
- Patrizia a participé en à la sixième saison de L'isola dei famosi, en 2008, de la 6e à la 9e semaine de jeu. Durant cette saison Belén Rodríguez (sœur de Cecilia et Jeremías de la saison 2), d'Ela Weber (saison 3), Flavia (de cette saison) et Valeria Marini (saisons 1 et 4) sont candidates également.
- Guenda a participé en à la septième saison de L'isola dei famosi, en 2010, de la 3e à la 10e semaine. Elle termine finaliste. C'est la saison où Ivana Trump, Oscar Pistorius, Carmen R (saison 2) et Walter (vainqueur saison 3) en sont invités.
- Giulia a été en compétition lors de la saison 3, du 1er jour au 71e jour.
- Stefano a été en compétition lors de la saison 1, du 1er jour au 50e jour. Il termine à la 4e place lors de la finale.
- Filippo a participé à la saison 2 de Grande Fratello en 2001, et a quitté de lui-même le jeu au bout de 13 jours. En 2018 il participe à la saison 13 de L'isola dei famosi, et reste en jeu 43 jours. Il se fera éliminer en même temps que Paola Di Benedetto (gagnante de la saison 4), et Valeria Marini (saisons 1 et 4) sera invitée sur l'île.
- Mario a participé à la saison 12 de Grande Fratello en 2012, et a été le premier éliminé le 15e jour.

### Saison 6 (2021-2022)

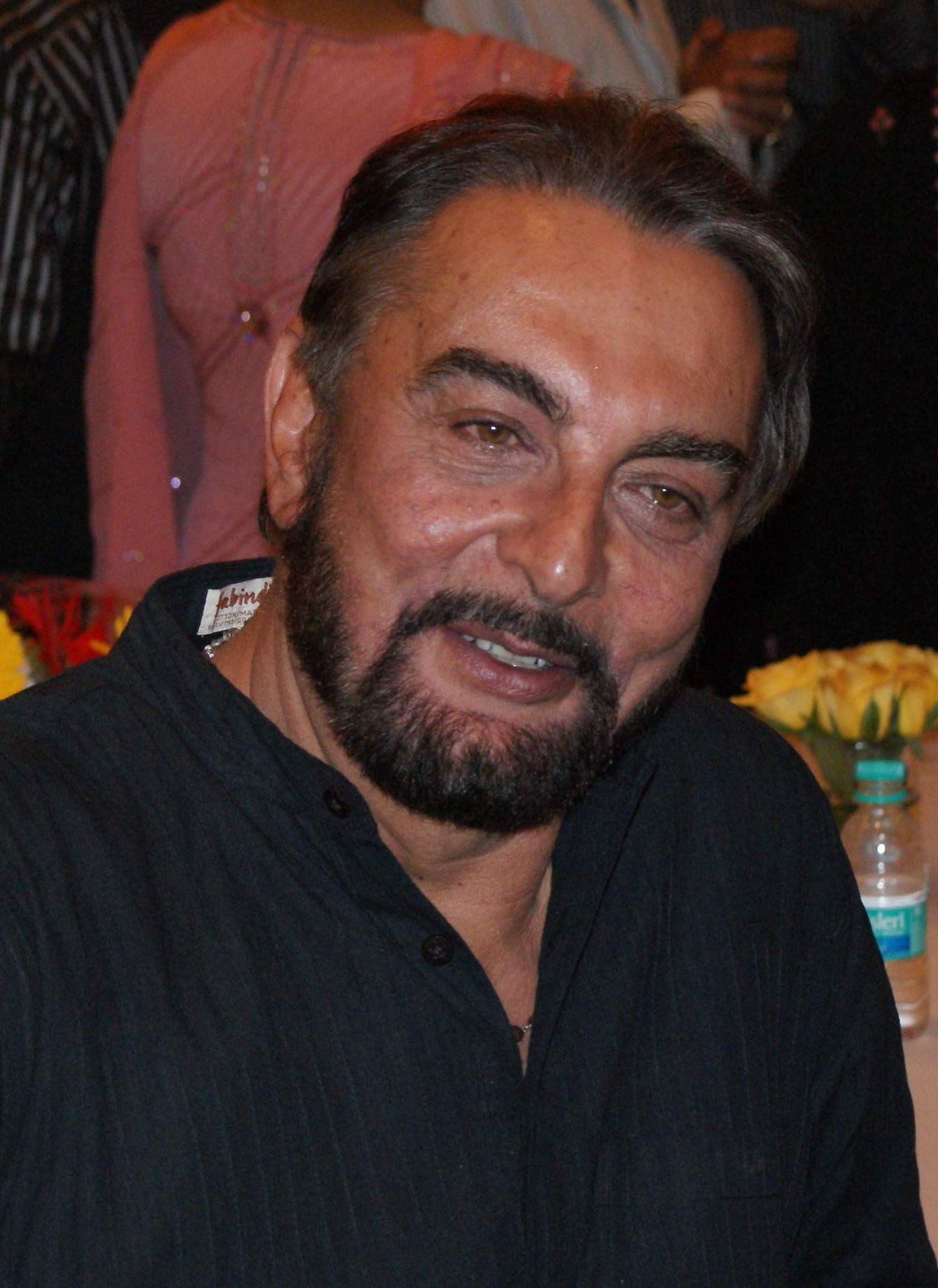
Kabir Bedi, candidat de Grande Fratello VIP 6

L'émission est diffusée du 13 septembre 2021 au 14 mars 2022.
- 16 célébrités entrent le soir du lancement, après leur quarantaine liée à la Pandémie de Covid-19 en Italie. À noter que Carmen Russo participe pour la deuxième fois, après la saison 2.
- Le 5e jour 8 nouvelles célébrités entrent dans la maison. Notamment Miriana, qui est l'ex-femme de Pago de la saison 4.
- Du 40 au 43e jour, Alessandro Rossi est invité dans la maison. C'est notamment le compagnon de Francesca Cipriani, qui est candidate.
- Le 68e jour Miriana Trevisan est éliminée. Mais une fois sur le plateau elle découvre que c'est une fausse élimination, et fait donc demi-tour pour entrer à nouveau dans la maison.
- Le 71e jour deux nouvelles candidates entrent dans la maison: l'ancienne candidate de la saison 3, Maria Monsè, et Patrizia Pellegrino.
- Le 78e jour c'est trois célébrités qui entrent en compétition : Biagio D'Anelli, Giacomo Urtis (candidat de la saison 5) et Valeria Marini (candidate des saisons 1 et 4). Urtis et Marini ne forment qu'un candidat.
- Le 92e jour, pour ne pas avoir respecté les dispositions de confinement du COVID-19, Alex Belli est expulsé de la maison. Le même soir, en raison du rallongement du jeu, il est demandé au célébrités rentrées les 1er et 5e jour s'ils souhaitent continuer ou arrêter la compétition. Francesca Cipriani décident d'abandonner.
- Le 96e jour c'est de nouveau trois célébrités qui entrent: Alessandro Basciano, Eva Grimaldi et Federica Calemme. Tous comme Francesca, Aldo Montano décide d'abandonner la compétition.
- Le 99e c'est deux célébrités qui intègrent la maison: Gherardo "Barù" Gaetani Dell'Aquila D'Aragona et Nathaly Caldonazzo.
- Le 27 décembre 2021, l'acteur indien Kabir Bedi est invité sur le plateau en visio avant une entrée comme candidat officiel de cette saison quelques jours plus tard. Il entre en compétition le 113e jour, soit le 3 janvier 2022.
- Le 124e c'est Delia Duran entre en compétition. C'est l'épouse de l'ancien candidat de cette saison Alex Belli.
- Le 138e jour, ce sont Alessandro Basciano et Gianluca Constantino qui sont entrés en tant que nouveaux concurrents. Gianluca est un ami d'Alessandro.

| Candidat                                      | Occupation                                                        | Entrée jour | Sortie jour | Résultat  |
| --------------------------------------------- | ----------------------------------------------------------------- | ----------- | ----------- | --------- |
| Jessica Hailé Selassié                        | Descendante d'Haïlé Sélassié Ier                                  | 1           | 183         | Vainqueur |
| Davide Silvestri                              | Acteur                                                            | 5           | 183         | Deuxième  |
| Gherardo "Barü" Gaetani Dell'Aquila D'Aragona | Vedette de télévision et neveu de Costantino della Gherardesca    | 99          | 183         | Troisième |
| Delia Duran                                   | Actrice et mannequin vénézuélienne                                | 124         | 183         | Quatrième |
| Lucrezia "Lulù" Hailé Selassié                | Descendante d'Haïlé Sélassié Ier                                  | 1           | 183         | Cinquième |
| Giucas Casella                                | Illusionniste et personnalité médiatique                          | 172         | 183         | Éliminé   |
| Giucas Casella                                | Illusionniste et personnalité médiatique                          | 5           | 172         | Éliminé   |
| Sophie Codegoni                               | Mannequin et personnalité de télévision                           | 5           | 179         | Éliminée  |
| Manila Nazzaro                                | Miss Italie 1999, actrice et animatrice de télévision             | 1           | 179         | Éliminée  |
| Soleil Sorge                                  | Mannequin et personnalité de télévision                           | 1           | 176         | Éliminée  |
| Miriana Trevisan                              | Animatrice de télévision                                          | 68          | 176         | Éliminée  |
| Miriana Trevisan                              | Animatrice de télévision                                          | 5           | 68          | Éliminée  |
| Antonio Medugno                               | Influenceur et mannequin                                          | 138         | 172         | Éliminé   |
| Alessandro Basciano                           | Businessman et personnalité de télévision                         | 96          | 169         | Éliminé   |
| Nathaly Caldonazzo                            | Actrice                                                           | 99          | 169         | Éliminée  |
| Katia Ricciarelli                             | Soprano et actrice                                                | 1           | 165         | Éliminée  |
| Kabir Bedi                                    | Acteur indien ayant joué dans Sandokan ou Octopussy               | 113         | 162         | Éliminé   |
| Gianluca Constantino                          | Mannequin et coach sportif                                        | 138         | 155         | Éliminé   |
| Gianmaria Antinolfi                           | Entrepreneur et ancien compagnon de Belén Rodríguez               | 1           | 141         | Abandon   |
| Federica Calemme                              | Influenceuse et mannequin                                         | 96          | 138         | Éliminée  |
| Manuel Bortuzzo                               | Nageur                                                            | 1           | 134         | Abandon   |
| Giacomo Urtis                                 | Candidat de la saison 5                                           | 78          | 131         | Éliminé   |
| Valeria Marini                                | Candidate des saisons 1 et 4                                      | 78          | 131         | Éliminée  |
| Carmen Russo                                  | Candidate de la saison 2                                          | 1           | 124         | Éliminée  |
| Eva Grimaldi                                  | Actrice dont Les Anges gardiens                                   | 96          | 113         | Éliminée  |
| Biagio d'Anelli                               | Organisateur d'évènement                                          | 78          | 106         | Éliminé   |
| Aldo Montano                                  | Champion Olymoique d'escrime                                      | 1           | 96          | Abandon   |
| Francesca Cipriani                            | Personnalité de télévision                                        | 1           | 92          | Abandon   |
| Alex Belli                                    | Acteur et mannequin                                               | 155         | 162         | Invité    |
| Alex Belli                                    | Acteur et mannequin                                               | 1           | 92          | Exclu     |
| Maria Monsè                                   | Candidate de la saison 3                                          | 71          | 92          | Éliminée  |
| Patrizia Pellegrino                           | Actrice, chanteuse et personnalité de télévision                  | 71          | 85          | Éliminée  |
| Clarissa Hailé Selassié                       | Descendante d'Haïlé Sélassié Ier                                  | 1           | 78          | Éliminée  |
| Nicola Pisu                                   | Marchand de crème glacée                                          | 5           | 61          | Éliminé   |
| Jo Squillo                                    | Auteur-compositeur-interprète et présentatrice de télévision      | 5           | 54          | Éliminée  |
| Ainett Stephens                               | Mannequin, actrice et personnalité de la télévision vénézuélienne | 1           | 47          | Éliminée  |
| Alessandro Rossi                              | Entrepreneur et compagnon de Francesca Cipriani                   | 40          | 43          | Invité    |
| Raffaella Fico                                | Showgirl, actrice, mannequin et ex de Mario Balotelli             | 1           | 40          | Éliminée  |
| Amedeo Goria                                  | Journaliste                                                       | 1           | 33          | Éliminé   |
| Samy Youssef                                  | Mannequin égyptien                                                | 5           | 26          | Éliminé   |
| Andrea Casalino                               | Mannequin                                                         | 5           | 19          | Éliminé   |
| Tommaso Eletti                                | Personnalité de télévision                                        | 1           | 12          | Éliminé   |

- Carmen a participé à Grande Fratello VIP 2, est a été en compétition du 36e au 50e jour.
- Francesca a participé à Grande Fratello 6, est a été en compétition du 1er au 15e jour. C'était la même saison que Leila Ben Khalifa, gagnante de la saison 8 de Secret Story.
- Jo a participé à L'isola dei famosi 14, du 11e au 42e jour. C'était la même saison ou participé Jeremias, de la saison 2.
- Raffaella a participé à Grande Fratello 8, est a été en compétition du 1er au 64e jour.
- Giucas a participé à deux reprises à L'isola dei famosi: en 2008 lors de la saison 6 (jour 1 à 15), et en 2018 lors de la saison 13 (jour 1 à 37). Les deux fois il a eu abandonner.
- Biagio a participé à Grande Fratello 11, est a été en compétition du 85e au 155e jour.
- Valeria en est à sa 3e participation, après les saisons 1 (jour 1-50) et 4 (jour 48-71)
- Giacomo a été invité (jour 64-82) lors de la saison 5 avant d'être officiellement candidat (jour 82-113).
- Maria a participé à Grande Fratello VIP 3, est a été en compétition du 29e au 43e jour.
- Eva a participé entre 2006 et 2007 à la saison 3 de Ballando con le stelle, et en 2017 elle termine finaliste de la saison 12 de L'isola dei famosi.
- Nathalie a participé en 2017 à la saison 12 de L'isola dei famosi, comme Dayane Mello et Samantha De Grenet de la saison 5 de Grande Fratello VIP, et d'Eva et Giacomo de cette saison. En 2019 elle participe à Temptation Island VIP, ou Alex de cette saison est également candidat.
- Alessandro a été tentateur lors de la saison 8 de Temptation Island en 2020. Antonella Elia de la saison 4 était une candidate VIP de cette saison.
- Kabir est le père de Pooja Bedi, candidate de la saison 5 de Bigg Boss Hindi entre 2011 et 2012. Il est arrivé 2e lors de la saison 2 de L'isola dei famosi. Aída Yéspica (saison 2)[10], Patrizia Pellegrino (saison 6) et Antonella Elia (saison 4) étaient candidate lors de cette saison de L'isola dei famosi.

### Saison 7 (2022-2023)

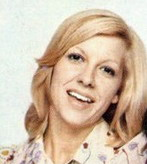
L'actrice Wilma Goich, candidate de GF VIP 7

La saison 7 a débuté le 19 septembre 2022, soit le jour des funérailles d'Élisabeth II du Royaume-Uni. Cette saison est termineée le 3 avril 2023.
- Pour la première fois dans l'histoire de Grande Fratello VIP, il a été annoncé que la plupart des colocataires seraient révélés directement lors du premier spectacle en direct, à quelques exceptions près.
- 15 célébrités entrent le soir du lancement, après leurs quarantaine lié à la Pandémie de Covid-19 en Italie. À noter que Pamela Prati participe pour la deuxième fois, après la saison 1.
- Le 4e jour 8 nouvelles célébrités entrent dans la maison, le 46e jour autres 6, le 85e jour autres 2 (mais le 86e jour Riccardo Fogli est exclue du jeu), le 90e jour autres 2, le 92e jour autres 2.
- Marco Bellavia (entré le 4e jour) abandonne le jeu dans le 13e jour - et donc les votes des nominations sont annulées - et donc le 15e jour Ginevra est exclue du jeu.
- Parmi les invités en studio de cette édition on retrouve des participants des éditions précédentes comme Adriana Volpe, Soleil Sorge, Carmen Russo et Delia Duran.

| Candidat                   | Occupation                                                                                       | Entrée jour | Sortie jour | Résultat  |
| -------------------------- | ------------------------------------------------------------------------------------------------ | ----------- | ----------- | --------- |
| Nikita Pelizon             | Mannequin et influenceuse                                                                        | 1           | 197         | Vainqueur |
| Oriana Marzoli             | Influenceuse et personnalité de télévision                                                       | 46          | 197         | Deuxième  |
| Alberto De Pisis           | Influenceur                                                                                      | 1           | 197         | Troisième |
| Sofia Giaele De Donà       | Mannequin                                                                                        | 4           | 197         | Quatrième |
| Edoardo Tavassi            | Personnalité de télévision, vidéaste et doubleur, frère de Guendalina Tavassi                    | 46          | 197         | Cinquième |
| Micol Incorvaia            | Influenceuse et sœur de Clizia Incorvaia                                                         | 46          | 197         | Sixième   |
| Milena Miconi              | Personnalité de télévision, mannequin, présentatrice de télévision et actrice                    | 85          | 197         | Éliminée  |
| Luca Onestini              | Mannequin, influenceur et personnalité de télévision, frère de Gianmarco Onestini                | 46          | 190         | Éliminé   |
| Andrea Maestrelli          | Footballeur                                                                                      | 92          | 190         | Éliminé   |
| Antonella Fiordelisi       | Influenceuse et personnalité de télévision                                                       | 1           | 183         | Éliminée  |
| Daniele Dal Moro           | Mannequin et personnalité de télévision                                                          | 4           | 180         | Exclu     |
| Davide Donadei             | Restaurateur et personnalité de télévision                                                       | 90          | 172         | Éliminé   |
| Edoardo Donnamaria         | Animateur de télévision et bloggeur                                                              | 4           | 172         | Exclu     |
| Matteo Diamante            | Mannequin et personnalité de télévision                                                          | 141         | 165         | Invité    |
| Ivana Mrázová              | Mannequin, influenceuse et personnalité de télévision                                            | 141         | 165         | Invitée   |
| Martina Nasoni             | Mannequin, influenceuse et personnalité de télévision                                            | 141         | 165         | Invitée   |
| Sarah Altobello            | Mannequin, influenceuse et personnalité de télévision                                            | 46          | 165         | Éliminée  |
| Nicole Murgia              | Actrice et femme d'Andrea Bertolacci                                                             | 90          | 162         | Éliminée  |
| Antonino Spinalbese        | Coiffeur et ancien compagnon de Belén Rodríguez                                                  | 1           | 158         | Éliminé   |
| Attilio Romita             | Journaliste                                                                                      | 1           | 148         | Éliminé   |
| George Ciupilan            | Influenceur                                                                                      | 1           | 134         | Éliminé   |
| Wilma Goich                | Chanteuse                                                                                        | 106         | 127         | Éliminée  |
| Wilma Goich                | Chanteuse                                                                                        | 4           | 106         | Éliminée  |
| Dana Saber                 | Mannequin                                                                                        | 92          | 120         | Éliminée  |
| Patrizia Rossetti          | Animatrice de télévision                                                                         | 1           | 105         | Abandon   |
| Luca Salatino              | Chef cuisinier et personnalité de télévision                                                     | 1           | 99          | Abandon   |
| Carla Dal Ponte            | Nounou et personnalité de télévision                                                             | 92          | 94          | Invité    |
| Charlie Gnocchi            | Animateur de radio                                                                               | 85          | 92          | Éliminé   |
| Charlie Gnocchi            | Animateur de radio                                                                               | 1           | 85          | Éliminé   |
| Riccardo Fogli             | Personnalité de télévision et chanteur                                                           | 85          | 86          | Exclu     |
| Luciano Punzo              | Mannequin et personnalité de télévision                                                          | 46          | 78          | Éliminé   |
| Pamela Prati               | Candidate de la saison 1                                                                         | 1           | 53          | Éliminée  |
| Carolina Marconi           | Personnalité de télévision                                                                       | 4           | 46          | Éliminée  |
| Elenoire Ferruzzi          | Chanteuse                                                                                        | 1           | 39          | Éliminée  |
| Amaurys Pérez              | Joueur de water-polo cubain naturalisé italien                                                   | 1           | 39          | Éliminé   |
| Cristina Quaranta          | Animatrice de télévision                                                                         | 1           | 32          | Éliminée  |
| Francesca "Gegia" Antonaci | Actrice                                                                                          | 4           | 25          | Éliminée  |
| Sara Manfuso               | Chroniqueuse et ancienne mannequin                                                               | 1           | 17          | Abandon   |
| Giovanni Ciacci            | Costumier                                                                                        | 4           | 15          | Éliminé   |
| Ginevra Lamborghini        | Influenceuse et chanteuse, petite-fille de Ferruccio Lamborghini, et sœur de Elettra Lamborghini | 85          | 92          | Invitée   |
| Ginevra Lamborghini        | Influenceuse et chanteuse, petite-fille de Ferruccio Lamborghini, et sœur de Elettra Lamborghini | 1           | 15          | Exclue    |
| Marco Bellavia             | Acteur, animateur de télévision et auteur                                                        | 4           | 13          | Abandon   |

- Carolina a participé à la 4e saison de Grande Fratello et a été en compétition du 1er au 92e jour.
- Daniele a participé à la 16e saison de Grande Fratello et a été en compétition du 1er au 64e jour, et a terminé finaliste.
- Pamela a été candidate de la saison 1, et a été exclu au bout de 22 jours.
- Giovanni a été finaliste de la saison 13 de Ballando con le stelle.
- Luca a été candidate de la saison 1, et a été en compétition du 1er au 85e jour.
- Edoardo Tavassi a participé à la 16e saison de L'isola dei famosi.
- Riccardo a participé à la 14e saison de L'isola dei famosi.
- Antonella a participé à la 5e saison de Temptation Island en 2017.
- Nikita a participé à la 6e saison de Temptation Island en 2018, à la 2e saison de Ex on the Beach Italia en 2020 et à la 9e saison de Pechino Express en 2022.
- Oriana a participé à la saison 9 de Supervivientes - la version espagnole de L'isola dei famosi - en 2014, à la saison 1 de Amor a prueba au Chili en 2014/2015, à la saison 1 de ¿Volverías con tu ex? au Chili en 2016, à la saison 1 de Doble tentación au Chili en 2017, à la saison 1 de Ven a cenar conmigo: Summer edition  en Espagne en 2018, à la saison 6 de Gran Hermano VIP - la version espagnole de Grande Fratello VIP - en 2018, à la saison 1 de La casa fuerte en Espagne en 2020, à la saison 6 de Déjate querer en Espagne en 2021 et a participé - avec le rôle de "tronista" - à 3 différentes saisons de Mujeres y hombres y viceversa en Espagne en 2017 et en 2020/2021.